# Gonomyia onya
Gonomyia onya là một loài ruồi trong họ Limoniidae. Chúng phân bố ở miền Australasia.